# Distretto di Cəlilabad
Il distretto di Cəlilabad (in azero: Cəlilabad rayon) è un distretto dell'Azerbaigian. Il suo capoluogo è Cəlilabad.